# Targata Napoli
Targata Napoli è un album studio di Enzo di Domenico, pubblicato nel 1987.

## Tracce
Lato A
1. Targata Napoli
2. Velocità
3. A poco a poco
4. Ragazzi sballati
5. Serenatella blu

Lato B
1. Barbara
2. Chisà
3. America
4. Cipria e sigarette
5. Finisce qui